# Ллойд, Лливелин
Лливелин Ллойд — (англ. Llewelyn Lloyd; 30 августа 1879, Ливорно, Тоскана — 1949[…], Флоренция) — британский художник, живший и работавший в Италии.

## Биография
Сын торговца, британца валлийского происхождения, работавшего в итальянском Ливорно, Лливелин рано осиротел и попал под опеку дяди. Дядя хотел, чтобы молодой человек изучал коммерцию, но вместо этого Ллевелин предпочел заняться живописью.
Он поступил учеником в мастерскую к Гульельмо Микели (1894–1895), где познакомился с другими его учениками, в частности, с Модильяни. Там он также встретился с Фаттори, вместе с которым переехал во Флоренцию.
Впервые Лливелин Ллойд выставил одну из своих картин во Флоренции в 1897 году. В это же время окончательно сформировался его стиль. Хотя в разные годы Ллойд формально примыкал к разным группам и движениям, сегодня его обычно определяют как представителя дивизионизма — аналога импрессионизма в итальянском искусстве.
В Италии Ллойд жил практически постоянно. Он много работал на пленэре в живописных частях страны, таких, как Лигурия и остров Эльба. Свои картины Ллойд выставлял в основном во Флоренции, Венеции и Риме. Среди его друзей и единомышленников можно выделить художника-дивизиониста Плинио Номеллини, который, в частности, тоже имел мастерскую на острове Эльба. 
Во время Второй мировой войны Лливелин Ллойд, несмотря на то, что был уже пожилым человеком, родился и всю жизнь провёл в Италии, был интернирован, как британский поданный, и провёл несколько лет в лагере для военнопленных. Тем не менее, и после освобождения войсками союзников он остался в Италии, где и скончался.
Ллойд был также автором двух книг: «La pittura dell'Ottocento in Italia» («Итальянская живопись XIX века») и «Tempi Andati» (полуавтобиографическая проза, издана посмертно), однако сегодня в первую очередь его помнят благодаря проникновенным, насыщенным игрой света пейзажам.

## Галерея

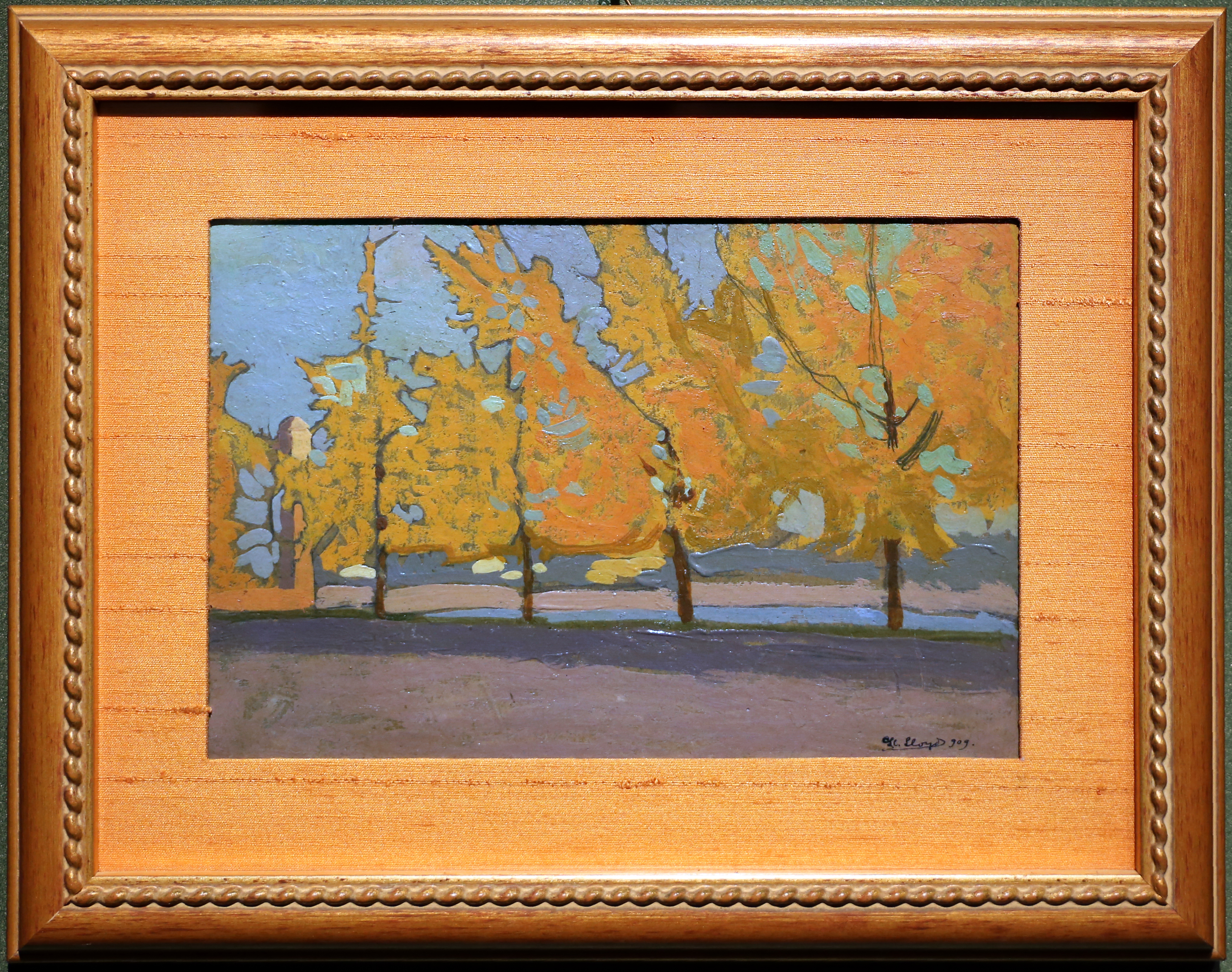
Осень, 1909
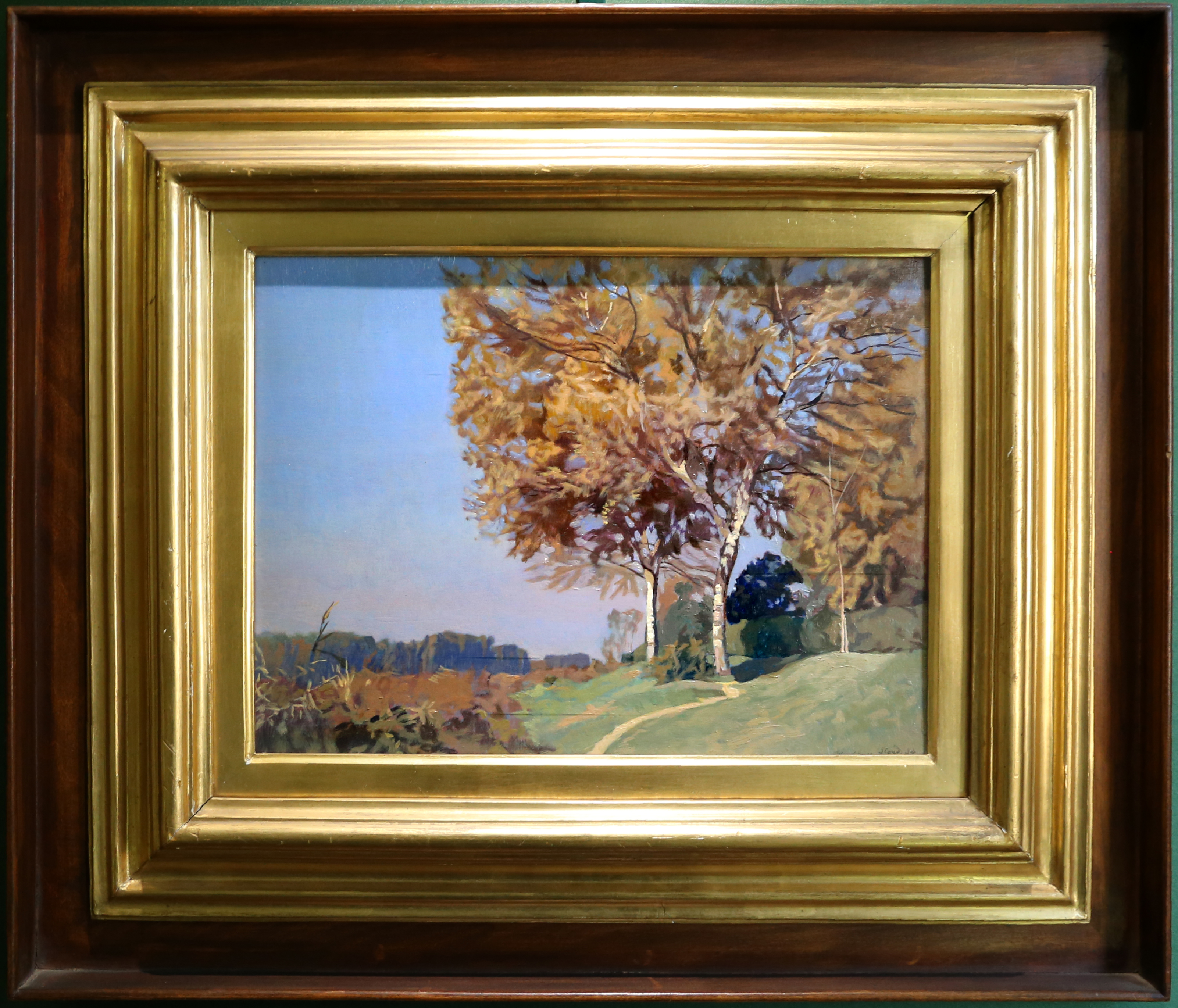
Осень на берегах реки Арно, 1934
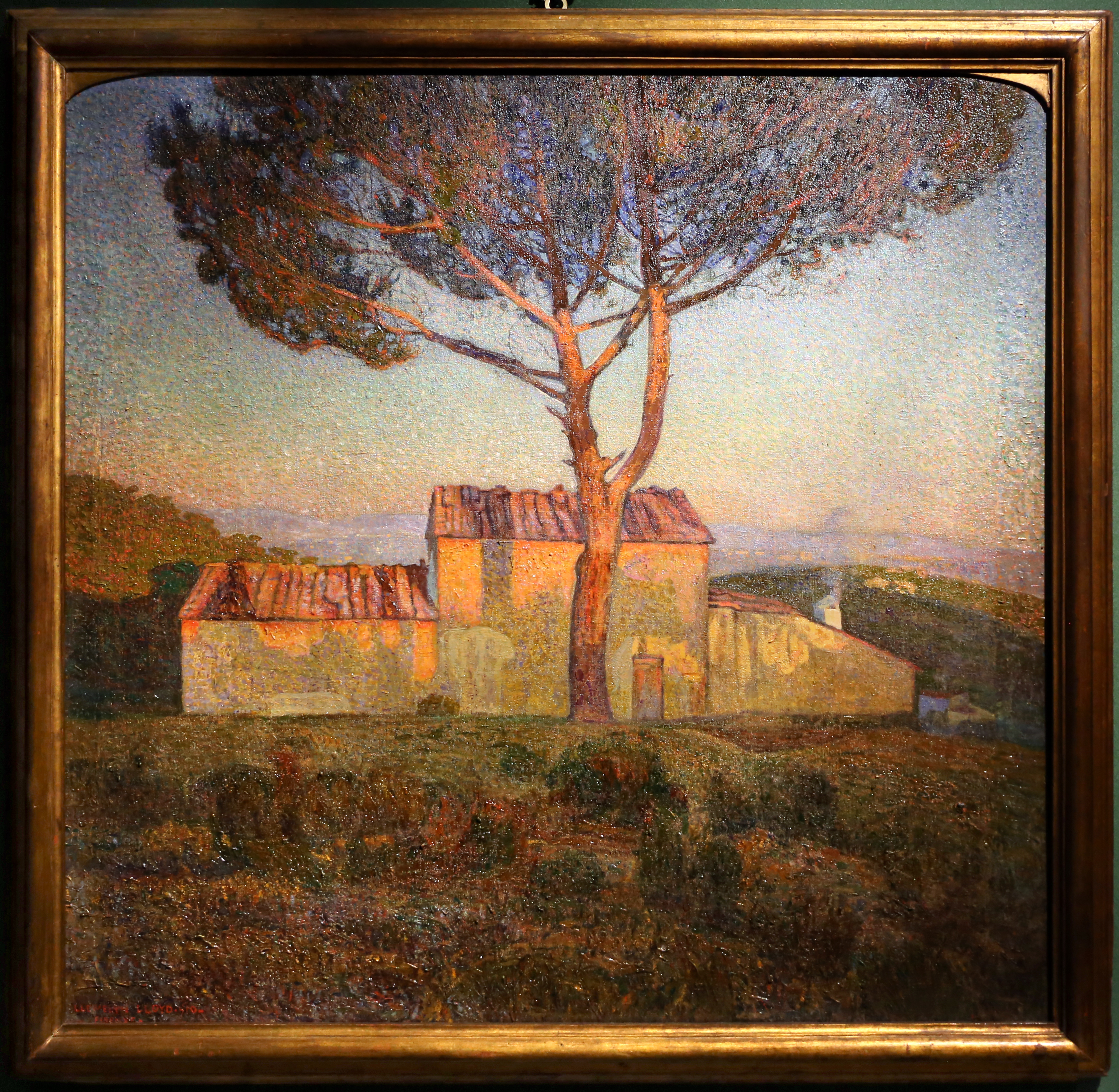
На закате погожего дня в окрестностях Рима, 1910
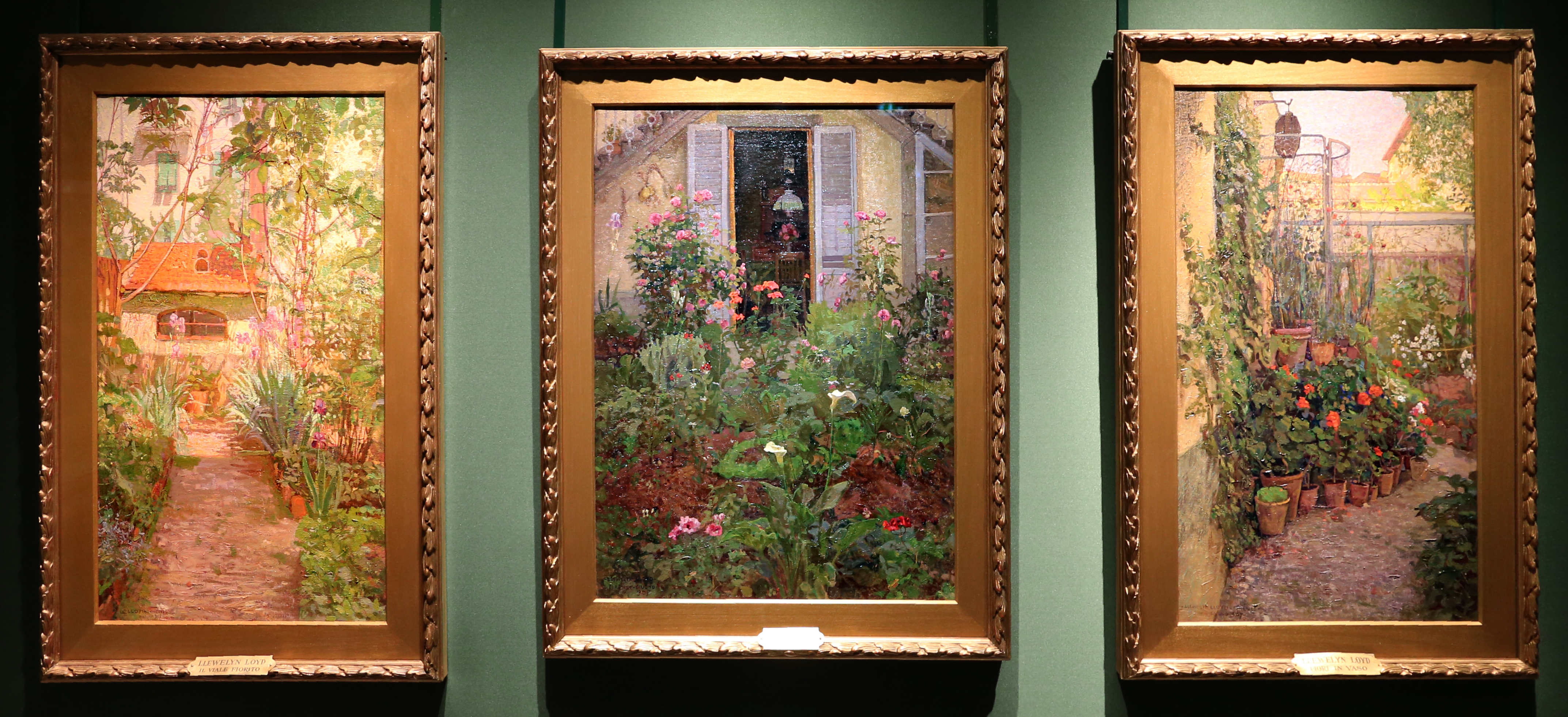
Триптих с цветущим садом.
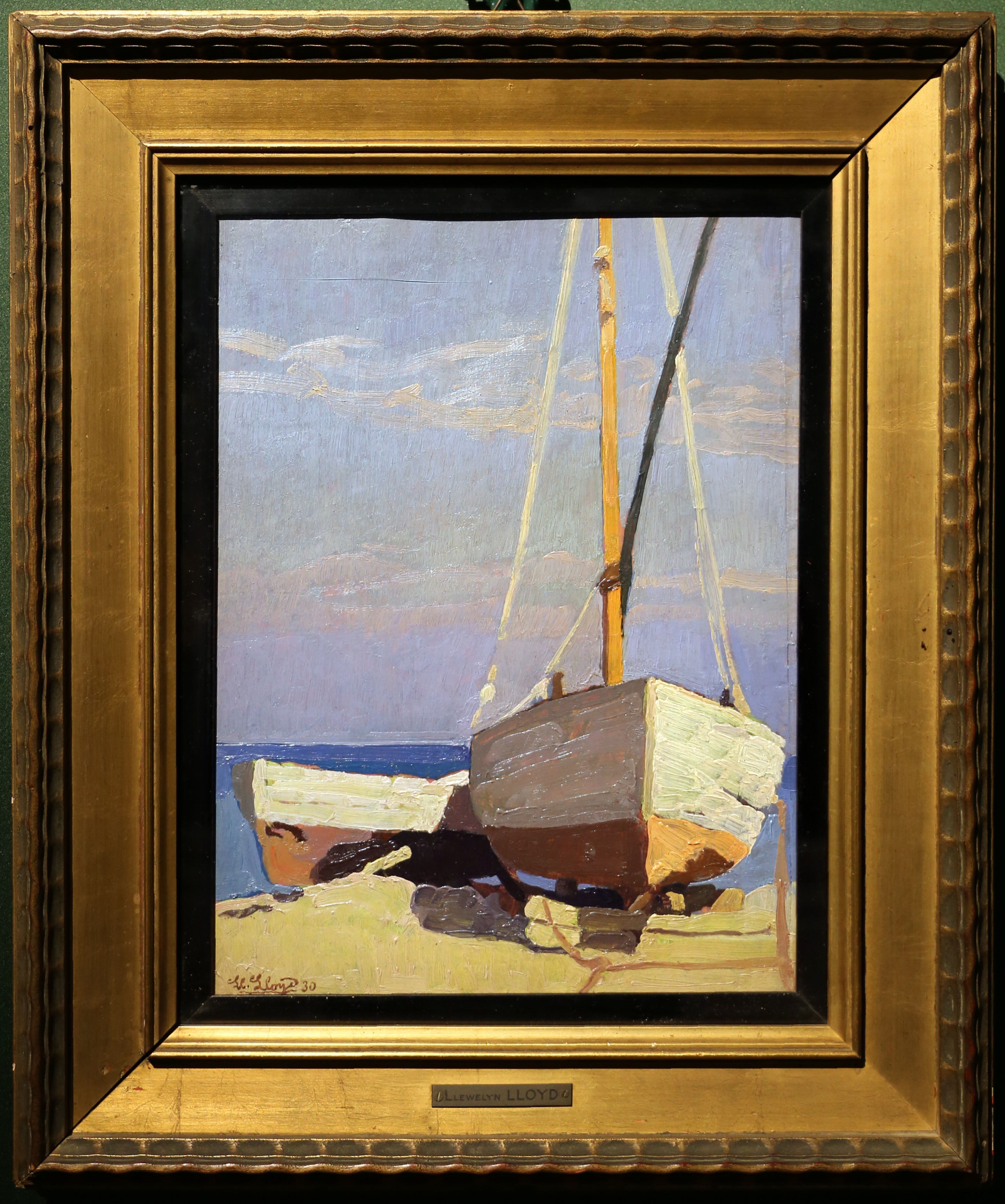
Рыбацкие лодки на берегу в окрестностях Генуи, 1930
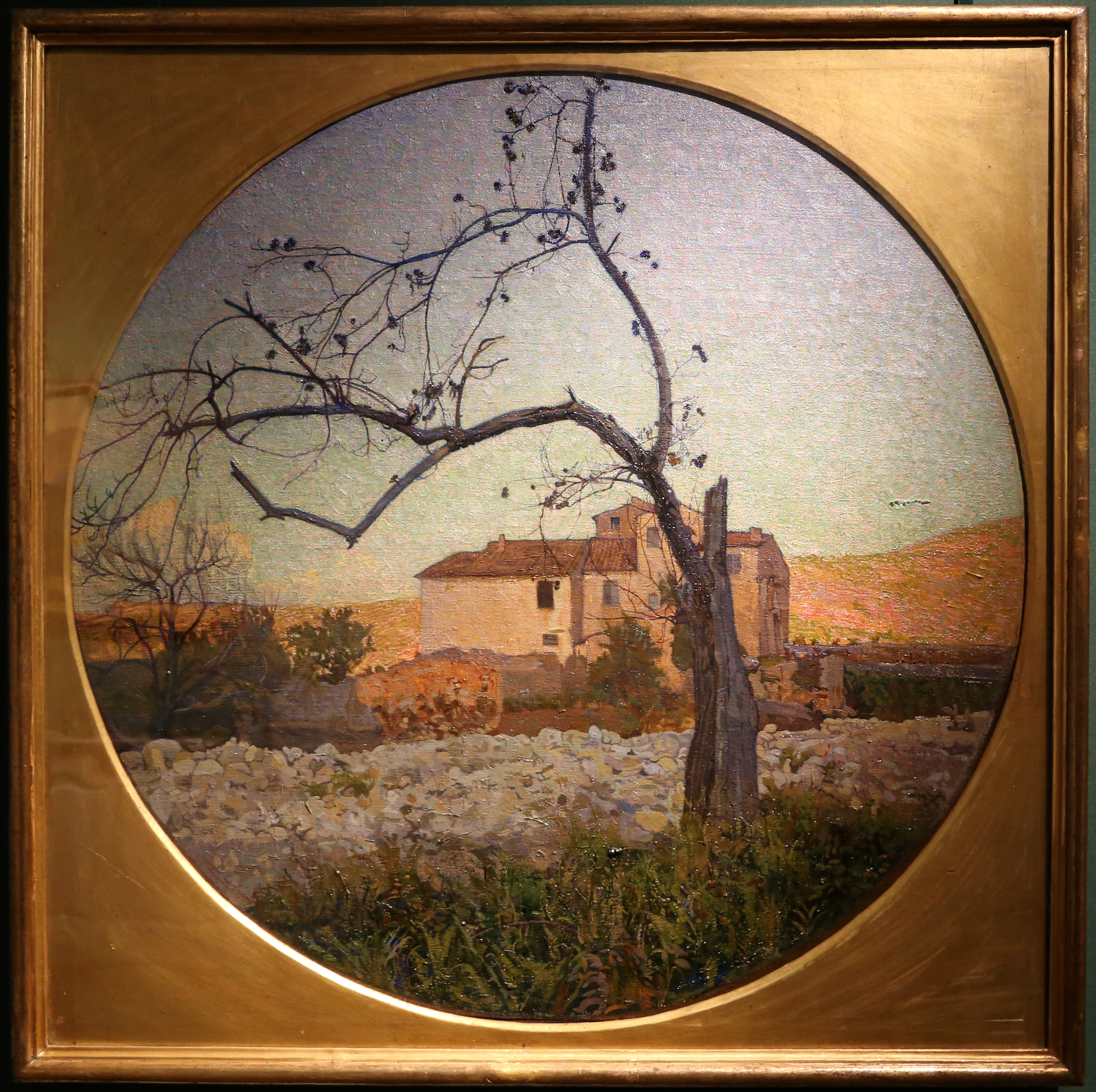
Сухое дерево, 1908
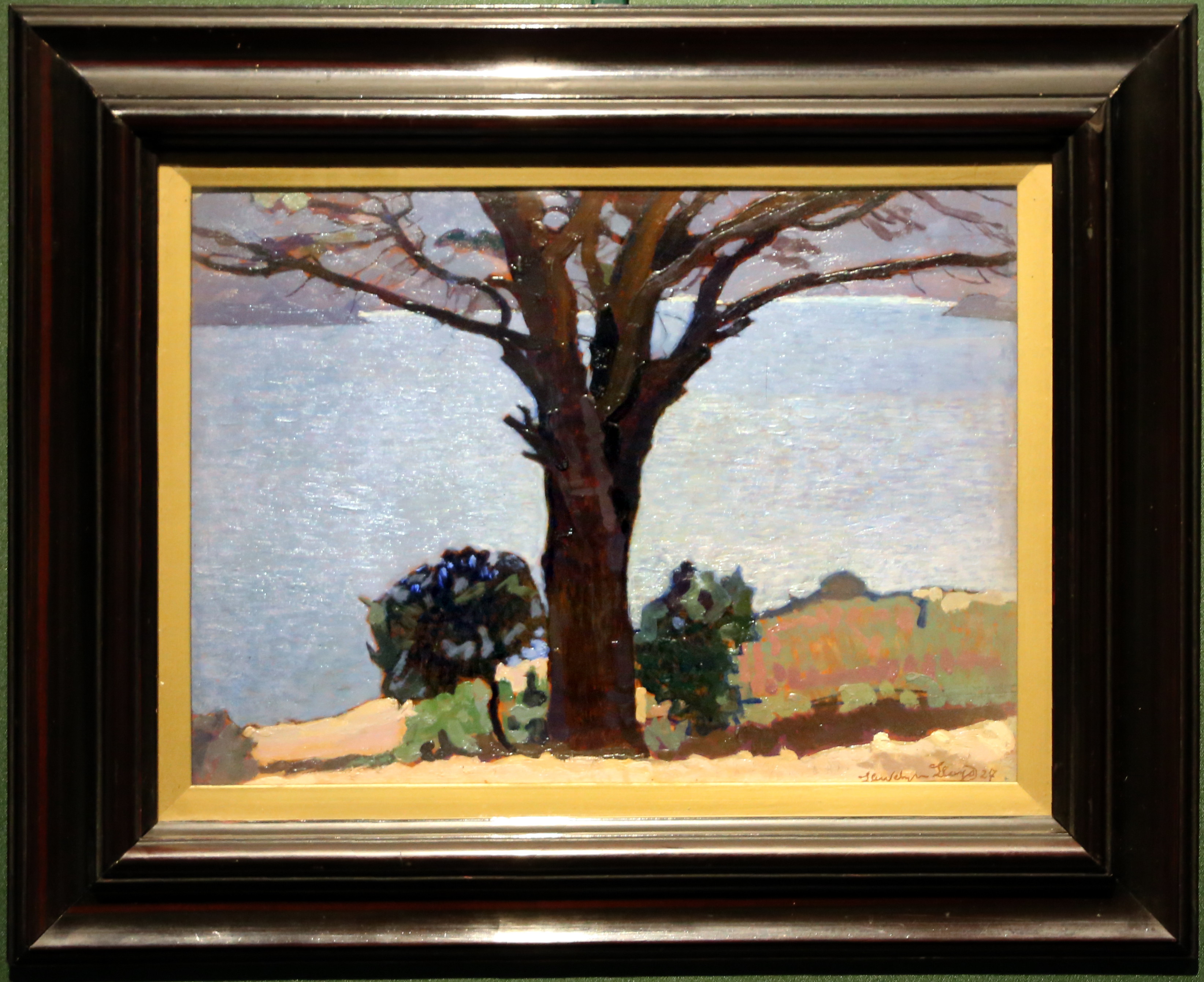
Залив, 1927
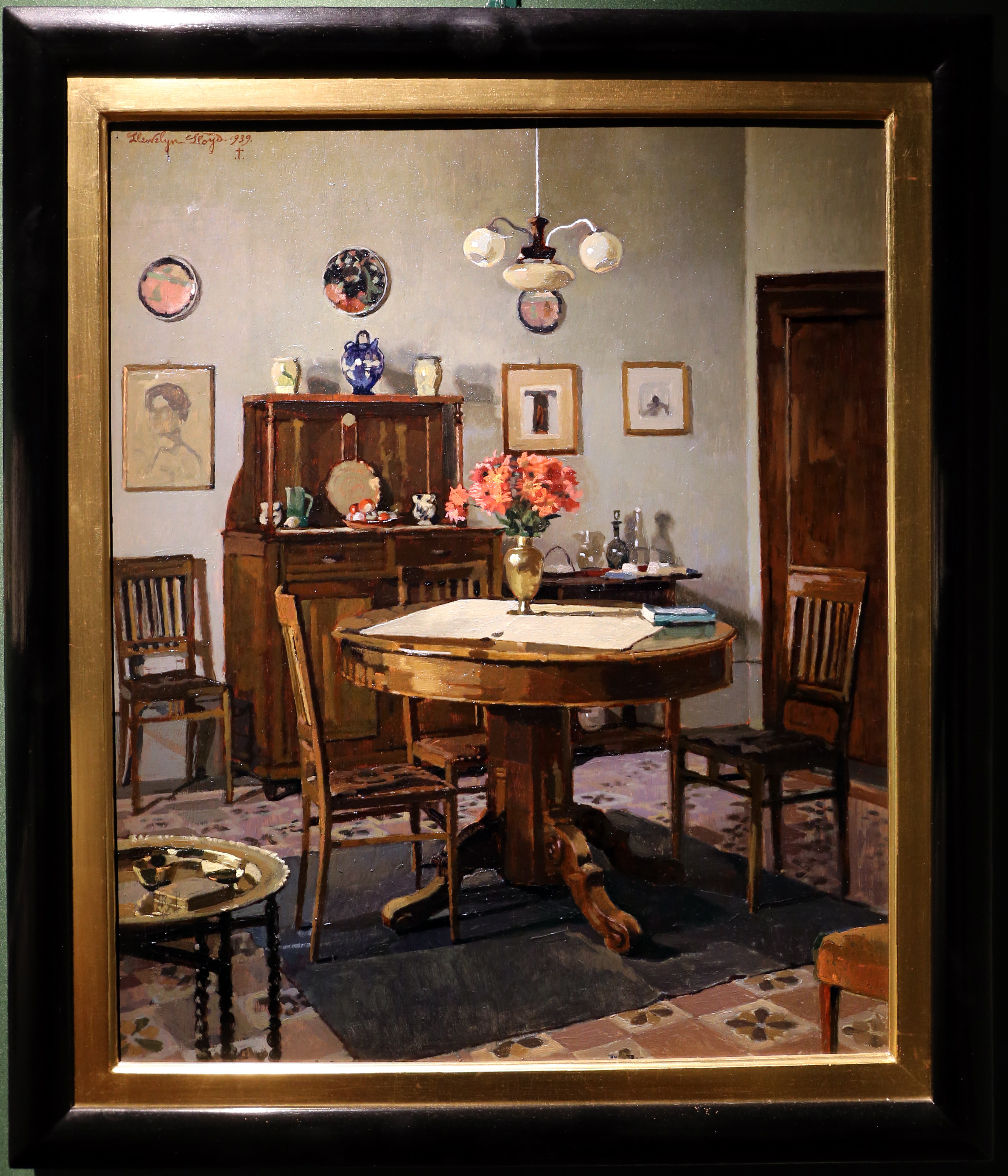
Интерьер гостиной, 1939
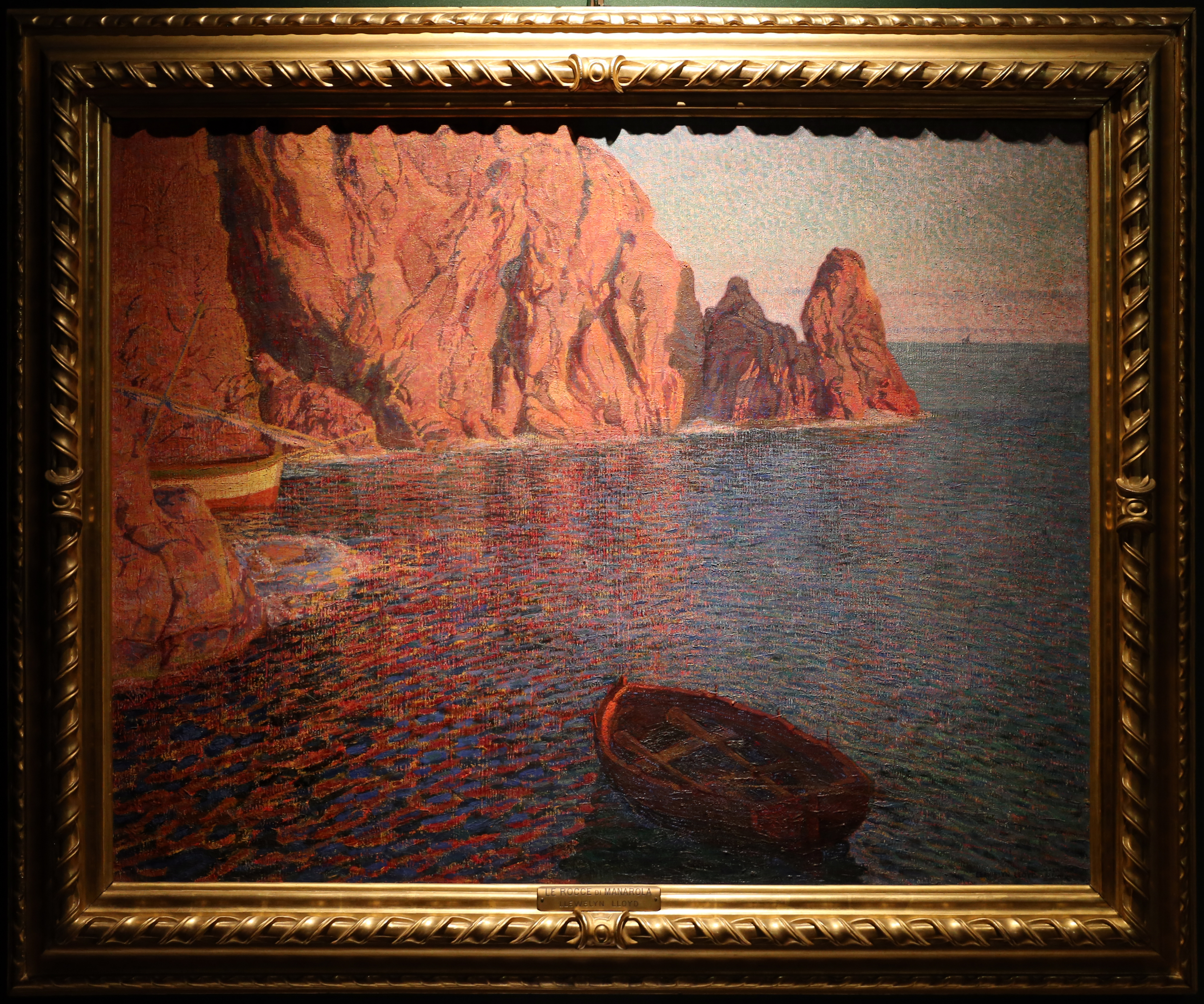
Скалы на берегу моря, 1904
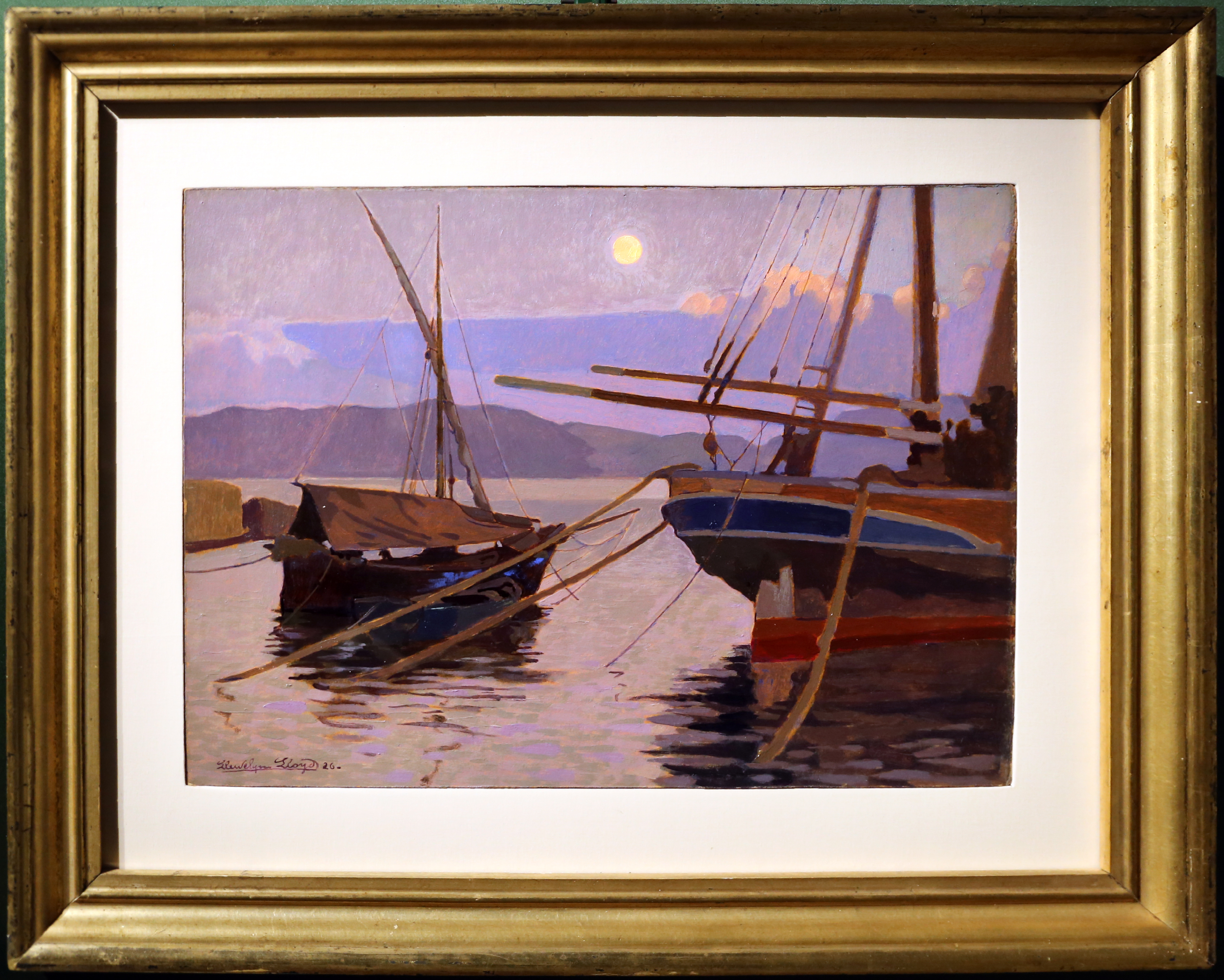
Рыбацкие лодки на острове Эльба, 1926
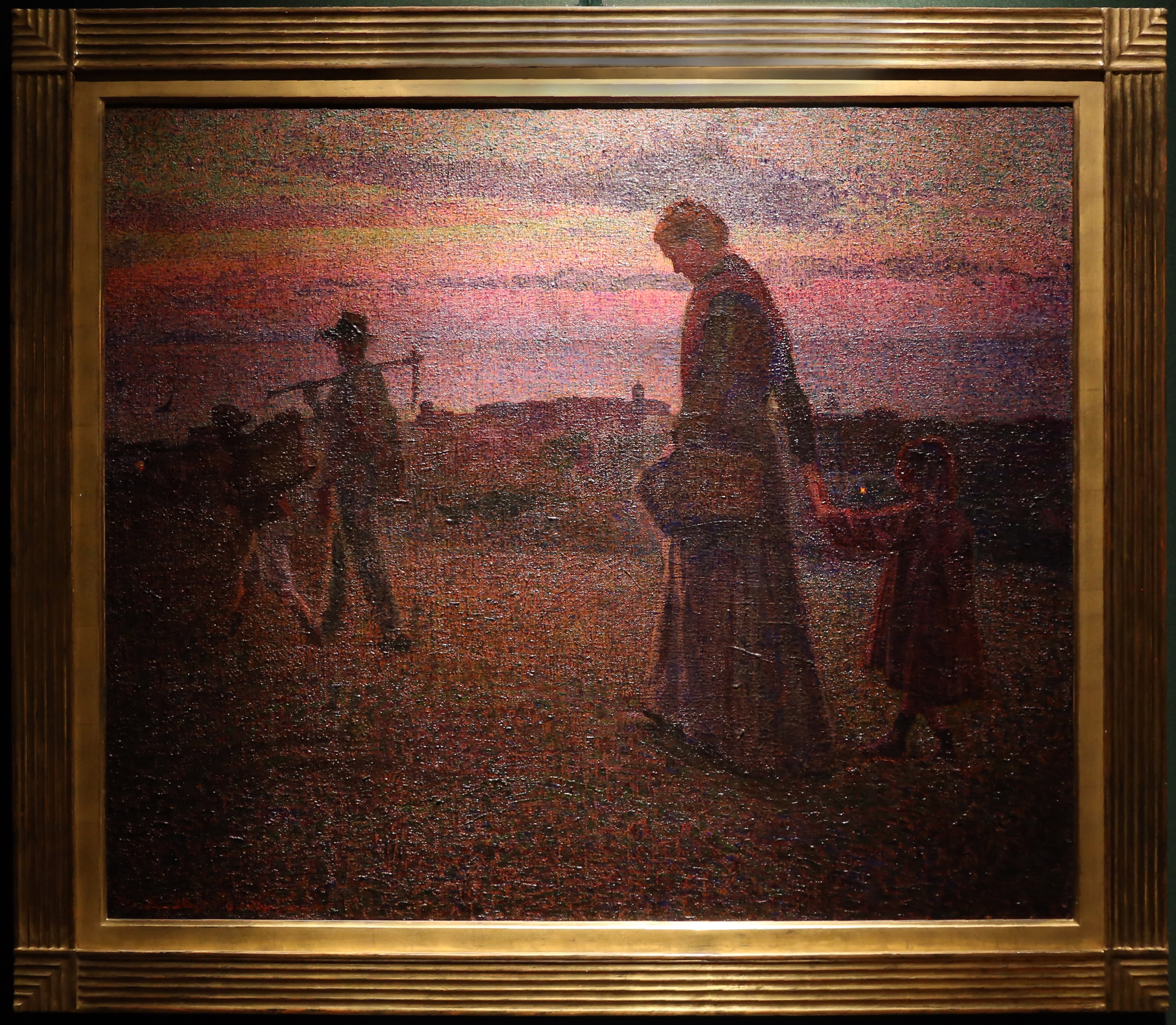
Возвращение с поля, 1906
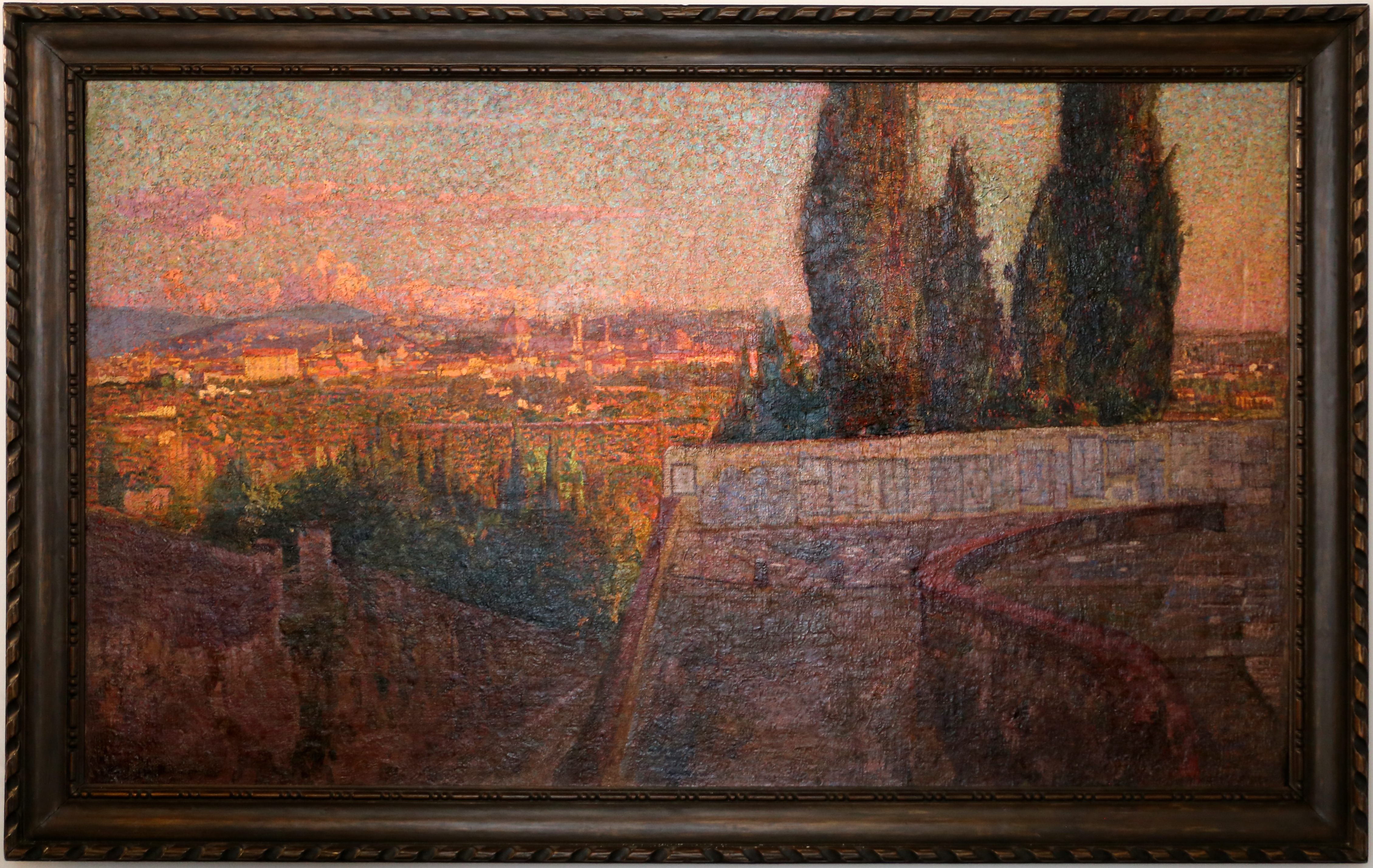
Вид на Флоренцию, 1906
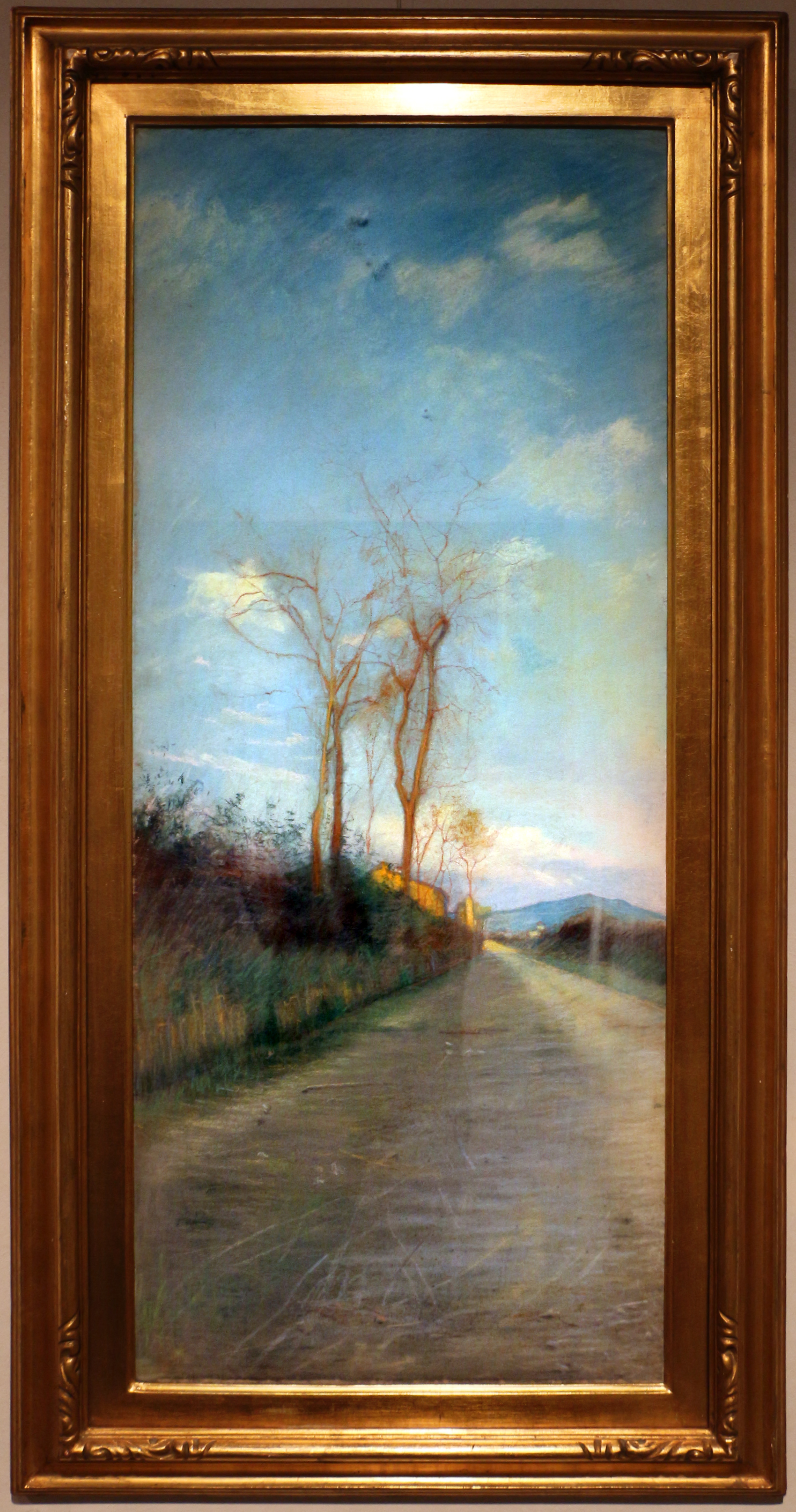
Дорога в Ливорно, 1899
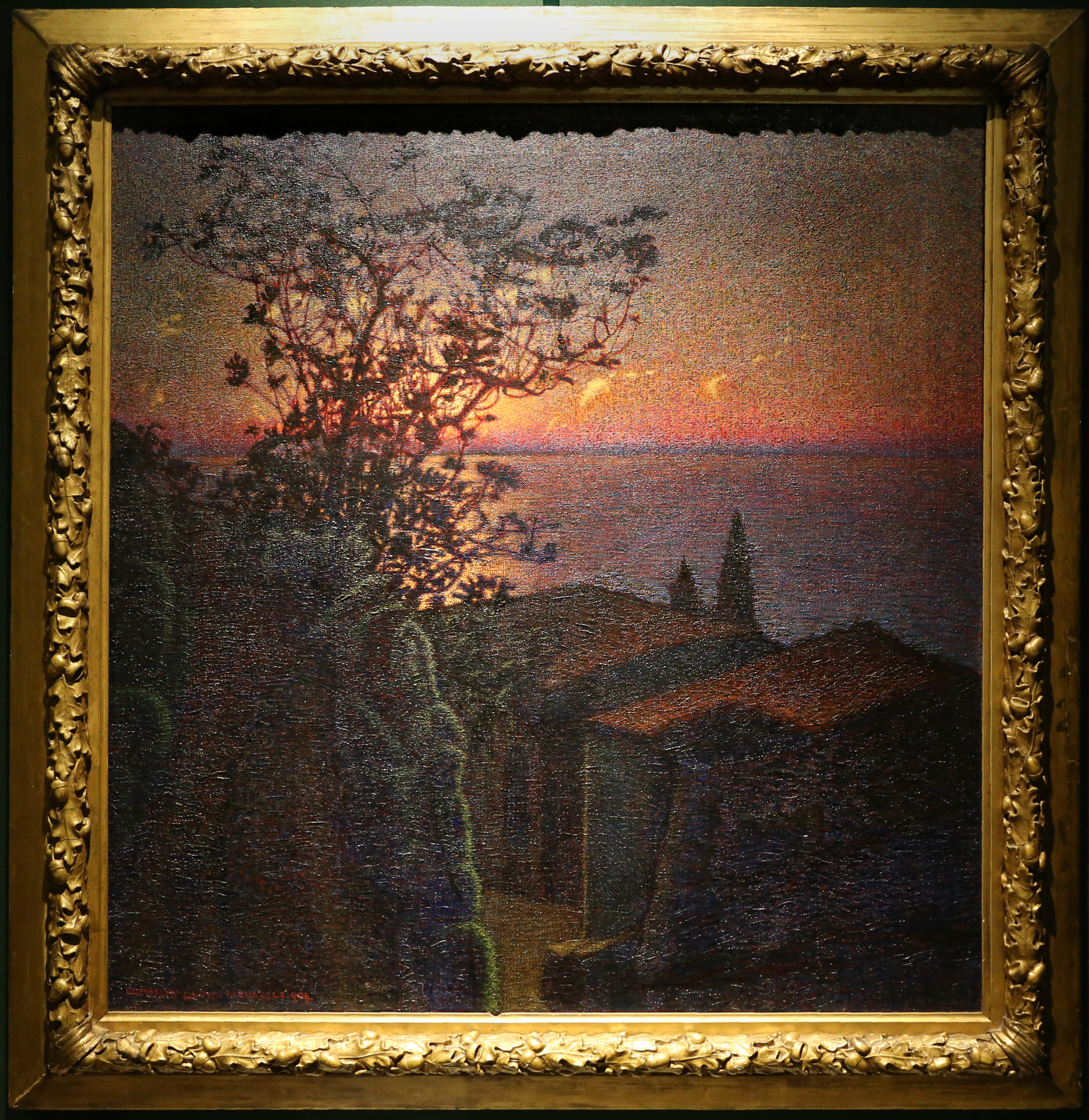
Закат в Манароле, 1904